# Slovenska sanska koza
Slovenska sanska koza je slovenska tradicionalna pasma koz.